# Galaxidi
Galaxidi  este un oraș în Grecia în prefectura Focida.